# Militära grader i Belgien
Militära grader i Belgien visar den militära rangordningen i Belgiens försvarsmakt. 
| NATO-kod                                                                   | Markstridskrafterna                                                          | Markstridskrafterna                                                  | Luftstridskrafterna                                                          | Luftstridskrafterna                                                  | Sjöstridskrafterna                                                                                      | Sjöstridskrafterna                                                   | Sjukvårdstjänsten                                                           | Sjukvårdstjänsten                                                    |
| Generalspersoner och flaggmän - Opperofficieren - Officiers généraux       | Generalspersoner och flaggmän - Opperofficieren - Officiers généraux         | Generalspersoner och flaggmän - Opperofficieren - Officiers généraux | Generalspersoner och flaggmän - Opperofficieren - Officiers généraux         | Generalspersoner och flaggmän - Opperofficieren - Officiers généraux | Generalspersoner och flaggmän - Opperofficieren - Officiers généraux                                    | Generalspersoner och flaggmän - Opperofficieren - Officiers généraux | Generalspersoner och flaggmän - Opperofficieren - Officiers généraux        | Generalspersoner och flaggmän - Opperofficieren - Officiers généraux |
| -------------------------------------------------------------------------- | ---------------------------------------------------------------------------- | -------------------------------------------------------------------- | ---------------------------------------------------------------------------- | -------------------------------------------------------------------- | --- | -------------------------------------------------------------------- | --------------------------------------------------------------------------- | -------------------------------------------------------------------- |
| OF-9                                                                       | General nederländska: Generaal franska: Général                              |                                                                      | General nederländska: Generaal franska: Général                              |                                                                      | Amiral nederländska: Admiraal franska: Amiral                                                           |                                                                      | -                                                                           | -                                                                    |
| OF-8                                                                       | Generallöjtnant nederländska: Luitenant-generaal franska: Lieutenant-général |                                                                      | Generallöjtnant nederländska: Luitenant-generaal franska: Lieutenant-général |                                                                      | Viceamiral nederländska: Vice-admiraal franska: Vice-amiral                                             |                                                                      | -                                                                           | -                                                                    |
| OF-7                                                                       | Generalmajor nederländska: Generaal-majoor franska: Général-major            |                                                                      | Generalmajor nederländska: Generaal-majoor franska: Général-major            |                                                                      | Konteramiral nederländska: Divisieadmiraal franska: Amiral de division                                  |                                                                      | Generalmajor nederländska: Generaal-majoor franska: Général-major           |                                                                      |
| OF-6                                                                       | Brigadgeneral nederländska: Brigade-generaal franska: Général de Brigade     |                                                                      | Brigadgeneral nederländska: Brigade-generaal franska: Général de Brigade     |                                                                      | Flottiljamiral nederländska: Flottieljeadmiraal franska: Amiral de flottille                            |                                                                      | Brigadgeneral nederländska: Brigade-generaal franska: Général de Brigade    |                                                                      |
| Regementsofficerare - Hoofdofficieren - Officiers supérieurs               |                                                                              |                                                                      |                                                                              |                                                                      | |                                                                      |                                                                             |                                                                      |
| OF-5                                                                       | Överste nederländska: Kolonel franska: Colonel                               |                                                                      | Överste nederländska: Kolonel franska: Colonel                               |                                                                      | Kommendör nederländska: Kapitein-ter-zee franska: Capitaine de vaisseau                                 |                                                                      | Överste nederländska: Kolonel franska: Colonel                              |                                                                      |
| OF-4                                                                       | Överstelöjtnant nederländska: Luitenant-kolonel franska: Lieutenant-colonel  |                                                                      | Överstelöjtnant nederländska: Luitenant-kolonel franska: Lieutenant-colonel  |                                                                      | Kommendörkapten nederländska: Fregatkapitein franska: Capitaine de frégate                              |                                                                      | Överstelöjtnant nederländska: Luitenant-kolonel franska: Lieutenant-colonel |                                                                      |
| OF-3                                                                       | Major nederländska: Majoor franska: Major                                    |                                                                      | Major nederländska: Majoor franska: Major                                    |                                                                      | Örlogskapten nederländska: Korvetkapitein franska: Capitaine de corvette                                |                                                                      | Major nederländska: Majoor franska: Major                                   |                                                                      |
| Kompaniofficerare - Lagere officieren - Officiers subalternes              |                                                                              |                                                                      |                                                                              |                                                                      | |                                                                      |                                                                             |                                                                      |
| OF-3                                                                       | Major nederländska: Kapitein-commandant franska: Capitaine-commandant        |                                                                      | Major nederländska: Kapitein-commandant franska: Capitaine-commandant        |                                                                      | Örlogskapten nederländska: Luitenant-ter-zee 1ste klasse franska: Lieutenant de vaisseau de 1ère classe |                                                                      | Major nederländska: Kapitein-commandant franska: Capitaine-commandant       |                                                                      |
| OF-2                                                                       | Kapten nederländska: Kapitein franska: Capitaine                             |                                                                      | Kapten nederländska: Kapitein franska: Capitaine                             |                                                                      | Kapten nederländska: Luitenant-ter-zee franska: Lieutenant de vaisseau                                  |                                                                      | Kapten nederländska: Kapitein franska: Capitaine                            |                                                                      |
| OF-1                                                                       | Löjtnant nederländska: Luitenant franska: Lieutenant                         |                                                                      | Löjtnant nederländska: Luitenant franska: Lieutenant                         |                                                                      | Löjtnant nederländska: Vaandrig-ter-zee franska: Enseigne de vaisseau                                   |                                                                      | Löjtnant nederländska: Luitenant franska: Lieutenant                        |                                                                      |
| OF-1                                                                       | Fänrik nederländska: Onderluitenant franska: Sous-lieutenant                 |                                                                      | Fänrik nederländska: Onderluitenant franska: Sous-lieutenant                 |                                                                      | Fänrik nederländska: Vaandrig-ter-zee 2de klasse franska: Enseigne de vaisseau de 2e classe             |                                                                      | Fänrik nederländska: Onderluitenant franska: Sous-lieutenant                |                                                                      |
| Specialistofficerare - Hoofdonderofficieren - Sous-officiers supérieurs    |                                                                              |                                                                      |                                                                              |                                                                      | |                                                                      |                                                                             |                                                                      |
| OR-9                                                                       | Regementsförvaltare nederländska: Adjudant-majoor franska: Adjudant-major    |                                                                      | Flottiljförvaltare nederländska: Adjudant-majoor franska: Adjudant-major     |                                                                      | Flottiljförvaltare nederländska: Oppermeester-chef franska: Maître-principal-chef                       |                                                                      | Regementsförvaltare nederländska: Adjudant-majoor franska: Adjudant-major   |                                                                      |
| OR-9                                                                       | Regementsförvaltare nederländska: Adjudant-chef franska: Adjudant-chef       |                                                                      | Flottiljförvaltare nederländska: Adjudant-chef franska: Adjudant-chef        |                                                                      | Flottiljförvaltare nederländska: Oppermeester franska: Maître-principal                                 |                                                                      | Regementsförvaltare nederländska: Adjudant-chef franska: Adjudant-chef      |                                                                      |
| Specialistofficerare - Keuronderofficieren - Sous-officiers d'élite        |                                                                              |                                                                      |                                                                              |                                                                      | |                                                                      |                                                                             |                                                                      |
| OR-8                                                                       | Förvaltare nederländska: Adjudant franska: Adjudant                          |                                                                      | Förvaltare nederländska: Adjudant franska: Adjudant                          |                                                                      | Förvaltare nederländska: 1ste Meester-chef franska: 1e Maître-chef                                      |                                                                      | Förvaltare nederländska: Adjudant franska: Adjudant                         |                                                                      |
| OR-7                                                                       | Fanjunkare nederländska: 1ste Sergeant-majoor franska: 1e Sergent-major      |                                                                      | Fanjunkare nederländska: 1ste Sergeant-majoor franska: 1e Sergent-major      |                                                                      | Fanjunkare nederländska: 1ste Meester franska: 1e Maître                                                |                                                                      | Fanjunkare nederländska: 1ste Sergeant-majoor franska: 1e Sergent-major     |                                                                      |
| Specialistofficerare - Lagere onderofficieren - Sous-officiers subalternes |                                                                              |                                                                      |                                                                              |                                                                      | |                                                                      |                                                                             |                                                                      |
| OR-6                                                                       | Förste sergeant nederländska: 1ste Sergeant-chef franska: 1e Sergent-chef    |                                                                      | Förste sergeant nederländska: 1ste Sergeant-chef franska: 1e Sergent-chef    |                                                                      | Förste sergeant nederländska: Meester-chef franska: Maître-chef                                         |                                                                      | Förste sergeant nederländska: 1ste Sergeant-chef franska: 1e Sergent-chef   |                                                                      |
| OR-6                                                                       | Förste sergeant nederländska: 1ste Sergeant franska: 1e Sergent              |                                                                      | Förste sergeant nederländska: 1ste Sergeant franska: 1e Sergent              |                                                                      | Förste sergeant nederländska: Meester franska: Maître                                                   |                                                                      | Förste sergeant nederländska: 1ste Sergeant franska: 1e Sergent             |                                                                      |
| OR-5                                                                       | Sergeant nederländska: Sergeant franska: Sergent                             |                                                                      | Sergeant nederländska: Sergeant franska: Sergent                             |                                                                      | Sergeant nederländska: 2de Meester franska: 2e Maître                                                   |                                                                      | Sergeant nederländska: Sergeant franska: Sergent                            |                                                                      |
| Gruppbefäl - Keurvrijwilligers - Volontaires d'élite                       |                                                                              |                                                                      |                                                                              |                                                                      | |                                                                      |                                                                             |                                                                      |
| OR-4                                                                       | Korpral nederländska: 1ste Korporaal-chef franska: 1e Caporal-chef           |                                                                      | Korpral nederländska: 1ste Korporaal-chef franska: 1e Caporal-chef           |                                                                      | Korpral nederländska: 1ste Kwartiermeester-chef franska: 1er Quartier-maître-chef                       |                                                                      | Korpral nederländska: 1ste Korporaal-chef franska: 1e Caporal-chef          |                                                                      |
| OR-4                                                                       | Korpral nederländska: Korporaal-chef franska: Caporal-chef                   |                                                                      | Korpral nederländska: Korporaal-chef franska: Caporal-chef                   |                                                                      | Korpral nederländska: Kwartiermeester-chef franska: Quartier-maître-chef                                |                                                                      | Korpral nederländska: Korporaal-chef franska: Caporal-chef                  |                                                                      |
| Soldater och sjömän - Lagere vrijwilligers - Volontaire subalternes        |                                                                              |                                                                      |                                                                              |                                                                      | |                                                                      |                                                                             |                                                                      |
| OR-3                                                                       | Vicekorpral nederländska: Korporaal franska: Caporal                         |                                                                      | Vicekorpral nederländska: Korporaal franska: Caporal                         |                                                                      | Vicekorpral nederländska: Kwartiermeester franska: Quartier-maître                                      |                                                                      | Vicekorpral nederländska: Korporaal franska: Caporal                        |                                                                      |
| OR-2                                                                       | Menig 1kl nederländska: 1ste Soldaat franska: 1er Soldat                     |                                                                      | Menig 1kl nederländska: 1ste Soldaat franska: 1er Soldat                     |                                                                      | Sjöman 1kl nederländska: 1ste Matroos franska: 1er Matelot                                              |                                                                      | Menig 1kl nederländska: 1ste Soldaat franska: 1er Soldat                    |                                                                      |
| OR-1                                                                       | Menig nederländska: Soldaat franska: Soldat                                  |                                                                      | Menig nederländska: Soldaat franska: Soldat                                  |                                                                      | Sjöman nederländska: Matroos franska: Matelot                                                           |                                                                      | Menig nederländska: Soldaat franska: Soldat                                 |                                                                      |